# Copa de la AFC 2012
La Copa de la AFC 2012 fue la 9.ª edición del segundo torneo de fútbol más importante de Asia a nivel de clubes organizado por la AFC.
El Al Kuwait de Kuwait venció en la final al Arbil FC de Irak para lograr el título por segunda ocasión.

## Participantes por asociación
| Zona Oeste Asiático | Zona Oeste Asiático    | Zona Oeste Asiático  | Zona Oeste Asiático  | Zona Oeste Asiático  | Zona Oeste Asiático | Zona Oeste Asiático | Zona Oeste Asiático |
| Asociación          | Asociación             | AFC Champions League | AFC Champions League | AFC Champions League | AFC Cup             | AFC Cup             | AFC President's Cup |
| Asociación          | Asociación             | Fase de Grupos       | Ronda Play-Off       | Ronda Previa         | Fase de Grupos      | Ronda Play-Off      | Fase de Grupos      |
| ------------------- | ---------------------- | -------------------- | -------------------- | -------------------- | ------------------- | ------------------- | ------------------- |
| 1                   | Catar                  | 4                    |                      |                      |                     |                     |                     |
| 2                   | Arabia Saudíta         | 3                    | 1                    |                      |                     |                     |                     |
| 3                   | Emiratos Árabes Unidos | 3                    | 1                    |                      |                     |                     |                     |
| 4                   | Uzbekistán             | 3                    | 1                    |                      |                     |                     |                     |
| 5                   | Irán                   | 2                    |                      | 2                    |                     |                     |                     |
| 6                   | Kuwait                 |                      |                      |                      | 2+1                 |                     |                     |
| 7                   | Jordania               |                      |                      |                      | 2                   |                     |                     |
| 8                   | Siria                  |                      |                      |                      | 2                   |                     |                     |
| 9                   | Irak                   |                      |                      |                      | 2                   |                     |                     |
| 10                  | Baréin                 |                      |                      |                      | 0                   |                     |                     |
| 11                  | Omán                   |                      |                      |                      | 2                   |                     |                     |
| 12                  | Líbano                 |                      |                      |                      | 2                   |                     |                     |
| 13                  | India                  |                      |                      |                      | 2                   |                     |                     |
| 14                  | Maldivas               |                      |                      |                      | 1                   | 1                   |                     |
| 15                  | Yemen                  |                      |                      |                      | 1                   | 1                   |                     |
| 16                  | Kirguistán             |                      |                      |                      |                     |                     | 1                   |
| 17                  | Nepal                  |                      |                      |                      |                     |                     | 1                   |
| 18                  | Pakistán               |                      |                      |                      |                     |                     | 1                   |
| 19                  | Palestina              |                      |                      |                      |                     |                     | 1                   |
| 20                  | Sri Lanka              |                      |                      |                      |                     |                     | 1                   |
| 21                  | Tayikistán             |                      |                      |                      |                     |                     | 1                   |
| 22                  | Turkmenistán           |                      |                      |                      |                     |                     | 1                   |
| 23                  | Afganistán             |                      |                      |                      |                     |                     | 0                   |
| Total Participantes | Total Participantes    | 15                   | 3                    | 2                    | 17+2                | 2                   | 7                   |
| Total Participantes | Total Participantes    | 20                   | 20                   | 20                   | 19                  | 19                  | 7                   |

- Jordania, Irak, Omán, India, Yemen, Pakistán, Palestina y Tayikistán hicieron una petición para la Liga de Campeones de la AFC pero no tenían las licencias requeridas
- Un cupo de fase de grupos de la AFC de Uzbekistán fue movido a la Zona Este
- Los dos perdedores de la ronda de play-off de la Liga de Campeones de la AFC pasaron a la fase de grupos de la AFC
- Kuwait tuvo 1 cupo extra en la fase de grupos de la Copa AFC debido a que tenían al campeón vigente
- Baréin tenía cupos para la Copa AFC pero desistió su participación
- Afganistán era elegible para la Copa Presidente de la AFC pero desistió su participación

| Zona Este Asiático  | Zona Este Asiático  | Zona Este Asiático   | Zona Este Asiático   | Zona Este Asiático   | Zona Este Asiático | Zona Este Asiático | Zona Este Asiático  |
| Asociación          | Asociación          | AFC Champions League | AFC Champions League | AFC Champions League | AFC Cup            | AFC Cup            | AFC President's Cup |
| Asociación          | Asociación          | Fase de Grupos       | Ronda Play-Off       | Ronda Previa         | Fase de Grupos     | Ronda Play-Off     | Fase de Grupos      |
| ------------------- | ------------------- | -------------------- | -------------------- | -------------------- | ------------------ | ------------------ | ------------------- |
| 1                   | Japón               | 4                    |                      |                      |                    |                    |                     |
| 2                   | República de Corea  | 3                    | 1                    |                      |                    |                    |                     |
| 3                   | China               | 3                    |                      | 1                    |                    |                    |                     |
| 4                   | Australia           | 2                    | 1                    |                      |                    |                    |                     |
| 5                   | Tailandia           | 1                    | 1                    |                      |                    |                    |                     |
| 6                   | Vietnam             |                      |                      |                      | 2                  |                    |                     |
| 7                   | Indonesia           |                      |                      | 1                    | 1                  |                    |                     |
| 8                   | Singapur            |                      |                      |                      | 2                  |                    |                     |
| 9                   | Hong Kong           |                      |                      |                      | 2                  |                    |                     |
| 10                  | Malasia             |                      |                      |                      | 1                  | 1                  |                     |
| 11                  | Birmania            |                      |                      |                      | 1                  | 1                  |                     |
| 12                  | Bután               |                      |                      |                      |                    |                    | 1                   |
| 13                  | Camboya             |                      |                      |                      |                    |                    | 1                   |
| 14                  | Mongolia            |                      |                      |                      |                    |                    | 1                   |
| 15                  | Taiwán              |                      |                      |                      |                    |                    | 1                   |
| 16                  | Bangladés           |                      |                      |                      |                    |                    | 0                   |
| 17                  | Brunéi Darussalam   |                      |                      |                      |                    |                    | 0                   |
| 18                  | Filipinas           |                      |                      |                      |                    |                    | 0                   |
| 19                  | Guam                |                      |                      |                      |                    |                    | 0                   |
| 20                  | Laos                |                      |                      |                      |                    |                    | 0                   |
| 21                  | Macao               |                      |                      |                      |                    |                    | 0                   |
| 22                  | RPD Corea           |                      |                      |                      |                    |                    | 0                   |
| 23                  | Timor Oriental      |                      |                      |                      |                    |                    | 0                   |
| Total Participantes | Total Participantes | 13                   | 3                    | 2                    | 9+1                | 2                  | 4                   |
| Total Participantes | Total Participantes | 18                   | 18                   | 18                   | 12                 | 12                 | 4                   |

- Tailandia hizo una petición para la Liga de Campeones de la AFC y fue aceptada
- Malasia y Birmania hicieron una petición para la Liga de Campeones de la AFC pero no tenían las licencias requeridas
- Singapur retiró su petición para la Liga de Campeones de la AFC
- Vietnam fue descalificado en su petición para la Liga de Campeones de la AFC
- El equipo de China de la ronda previa se retiró
- Solo un perdedor de la ronda de play-off de la Liga de Campeones de la AFC pasó a la fase de grupos de la AFC
- Malasia y Birmania subieron una ronda en la Copa AFC debido al retiro del equipo de China
- Birmania fue promovido de la Copa Presidente de la AFC a la Copa AFC en esta temporada
- Bangladés, Brunéi Darussalam, Filipinas, Guam, Laos, Macao, RPD Corea y Timor Oriental eran elegibles para la Copa Presidente de la AFC pero desistieron su participación

## Clasificados
Lista de participantes en el torneo:
| Clasificados diréctamente: Asia Occidental (Grupos A–E) | Clasificados diréctamente: Asia Occidental (Grupos A–E)                             | Clasificados diréctamente: Asia Occidental (Grupos A–E) | Clasificados diréctamente: Asia Occidental (Grupos A–E) |
| Equipo                                                  | Clasificación                                                                       | Apariciones                                             | Última                                                  |
| ------------------------------------------------------- | ----------------------------------------------------------------------------------- | ------------------------------------------------------- | ------------------------------------------------------- |
| Neftchi Farg'ona                                        | Eliminado en el playoff de la AFC Champions League 2012                             | 2                                                       | 2009                                                    |
| Al-Ettifaq                                              | Eliminado en el playoff de la AFC Champions League 2012                             | 1                                                       |                                                         |
| Salgaocar                                               | Campeón de la I-League 2010/11 Ganador de la Indian Federation Cup 2011             | 1                                                       |                                                         |
| East Bengal                                             | Subcampeón de la I-League 2010/11                                                   | 6                                                       | 2011                                                    |
| Al-Zawraa                                               | Campeón de la Iraqi Elite League 2010/11                                            | 2                                                       | 2009                                                    |
| Erbil                                                   | Subcampeón de la Iraqi Elite League 2010/11                                         | 3                                                       | 2011                                                    |
| Al-Wehdat                                               | Campeón de la Jordan League 2010/11 Ganador de la Jordan FA Cup 2010/11             | 7                                                       | 2011                                                    |
| Al-Faisaly                                              | Subcampeón de la Jordan League 2010/11                                              | 6                                                       | 2011                                                    |
| Al-Qadsia                                               | Campeón de la Kuwaiti Premier League 2010/11                                        | 3                                                       | 2011                                                    |
| Kazma                                                   | Ganador de la Kuwait Emir Cup 2011                                                  | 2                                                       | 2010                                                    |
| Al-Kuwait                                               | Finalista de la Copa de la AFC 2011                                                 | 4                                                       | 2011                                                    |
| Al-Ahed                                                 | Campeón de la Lebanese Premier League 2010/11 Ganador de la Lebanese FA Cup 2010/11 | 6                                                       | 2011                                                    |
| Safa                                                    | Subcampeón de la Lebanese Premier League 2010/11                                    | 3                                                       | 2009                                                    |
| VB                                                      | Campeón de la Dhivehi League 2011 Ganador de la Maldives FA Cup 2011                | 5                                                       | 2011                                                    |
| Al-Suwaiq                                               | Campeón de la Oman Mobile League 2010/11                                            | 3                                                       | 2011                                                    |
| Al-Oruba                                                | Subcampeón de la Oman Mobile League 2010/11                                         | 3                                                       | 2011                                                    |
| Al-Shorta                                               | Ganador del Syrian Premier League AFC Cup play-off 2010/11                          | 1                                                       |                                                         |
| Al-Ittihad                                              | Ganador de la Syrian Cup 2010/11                                                    | 3                                                       | 2011                                                    |
| Al-Oruba                                                | Campeón de la Yemeni League 2010/11                                                 | 1                                                       |                                                         |
| Participantes en el playoff: Asia Occidental            |                                                                                     |                                                         |                                                         |
| Victory                                                 | Subcampeón de la Dhivehi League 2011                                                | 5                                                       | 2011                                                    |
| Al-Tilal                                                | Subcampeón de la Yemeni League 2010/11                                              | 3                                                       | 2011                                                    |

| Clasificados a la fase de grupos: Asia Oriental (Grupos F–H) | Clasificados a la fase de grupos: Asia Oriental (Grupos F–H) | Clasificados a la fase de grupos: Asia Oriental (Grupos F–H) | Clasificados a la fase de grupos: Asia Oriental (Grupos F–H) |
| Equipo                                                       | Clasificación                                                | Apariciones                                                  | Última                                                       |
| ------------------------------------------------------------ | ------------------------------------------------------------ | ------------------------------------------------------------ | ------------------------------------------------------------ |
| Chonburi                                                     | Eliminado en el playoff de la AFC Champions League 2012      | 3                                                            | 2011                                                         |
| Kitchee                                                      | Campeón de la Hong Kong First Division League 2010/11        | 2                                                            | 2008                                                         |
| Citizen                                                      | Ganador de la Hong Kong Senior Challenge Shield 2010/11      | 1                                                            |                                                              |
| Arema                                                        | Subcampeón de la Indonesia Super League 2010/11              | 1                                                            |                                                              |
| Kelantan                                                     | Campeón de la Malaysia Super League 2011                     | 1                                                            |                                                              |
| Terengganu                                                   | Ganador de la Malaysia FA Cup 2011                           | 1                                                            |                                                              |
| Yangon United                                                | Campeón de la Myanmar National League 2011                   | 1                                                            |                                                              |
| Ayeyawady United                                             | Subcampeón de la Myanmar National League 2011                | 1                                                            |                                                              |
| Tampines Rovers                                              | Campeón de la S.League 2011                                  | 5                                                            | 2011                                                         |
| Home United                                                  | Ganador de la Singapore Cup 2011                             | 6                                                            | 2009                                                         |
| Sông Lam Nghệ An                                             | Campeón de la V-League 2011                                  | 2                                                            | 2011                                                         |
| Navibank Sài Gòn                                             | Ganador de la Vietnamese Cup 2011                            | 1                                                            |                                                              |

## Ronda Clasificatoria
| Equipo 1              | Resultado             | Equipo 2              |
| Zona de Asia Oriental | Zona de Asia Oriental | Zona de Asia Oriental |
| --------------------- | --------------------- | --------------------- |
| Victory               | 3–41                  | Al-Tilal              |

1 Se jugó a un único partido en  Maldivas debido a la crisis política de Yemen.

## Fase de grupos

### Grupo A
| Pos. | Equipo     | Pts. | PJ | G | E | P | GF | GC | Dif. | Clasificación |     | QAD | SUW | FAI | ITT |
| ---- | ---------- | ---- | -- | - | - | - | -- | -- | ---- | ------------- | --- | --- | --- | --- | --- |
| 1    | Al-Qadsia  | 10   | 6  | 3 | 1 | 2 | 14 | 7  | +7   | Ronda final   |     |     | 2–0 | 1–2 | 5–2 |
| 2    | Al-Suwaiq  | 10   | 6  | 3 | 1 | 2 | 8  | 9  | −1   | Ronda final   |     | 1–5 |     | 0–0 | 2–0 |
| 3    | Al-Faisaly | 9    | 6  | 2 | 3 | 1 | 10 | 7  | +3   |               |     | 1–1 | 2–3 |     | 1–1 |
| 4    | Al-Ittihad | 4    | 6  | 1 | 1 | 4 | 5  | 14 | −9   |               | 1–0 | 0–2 | 1–4 |     |     |

 Fuente: 
Notas:
1. 1 2  Desempate: Enfrentamiento directo: (Al-Qadsia: 6 pts; Al-Suwaiq: 0 pts).

### Grupo B
| Pos. | Equipo      | Pts. | PJ | G | E | P | GF | GC | Dif. | Clasificación |     | ERB | KAZ | ORU | KEB |
| ---- | ----------- | ---- | -- | - | - | - | -- | -- | ---- | ------------- | --- | --- | --- | --- | --- |
| 1    | Erbil       | 14   | 6  | 4 | 2 | 0 | 11 | 5  | +6   | Ronda final   |     |     | 1–1 | 2–1 | 2–0 |
| 2    | Kazma       | 11   | 6  | 3 | 2 | 1 | 10 | 6  | +4   | Ronda final   |     | 1–2 |     | 1–1 | 3–0 |
| 3    | Al-Oruba    | 8    | 6  | 2 | 2 | 2 | 10 | 8  | +2   |               |     | 2–2 | 1–2 |     | 4–1 |
| 4    | East Bengal | 0    | 6  | 0 | 0 | 6 | 2  | 14 | −12  |               | 0–2 | 1–2 | 0–1 |     |     |

 Fuente: 

### Grupo C
| Pos. | Equipo     | Pts. | PJ | G | E | P | GF | GC | Dif. | Clasificación |     | ETT | KUW | AHE | VB  |
| ---- | ---------- | ---- | -- | - | - | - | -- | -- | ---- | ------------- | --- | --- | --- | --- | --- |
| 1    | Al-Ettifaq | 14   | 6  | 4 | 2 | 0 | 18 | 7  | +11  | Ronda final   |     |     | 2–2 | 0–0 | 2–0 |
| 2    | Al-Kuwait  | 11   | 6  | 3 | 2 | 1 | 17 | 10 | +7   | Ronda final   |     | 1–5 |     | 1–0 | 7–1 |
| 3    | Al-Ahed    | 7    | 6  | 2 | 1 | 3 | 7  | 11 | −4   |               |     | 1–3 | 0–4 |     | 5–3 |
| 4    | VB         | 1    | 6  | 0 | 1 | 5 | 9  | 23 | −14  |               | 3–6 | 2–2 | 0–1 |     |     |

 Fuente: 

### Grupo D
| Pos. | Equipo           | Pts. | PJ | G | E | P | GF | GC | Dif. | Clasificación |     | WEH | NEF | ORU | SAL |
| ---- | ---------------- | ---- | -- | - | - | - | -- | -- | ---- | ------------- | --- | --- | --- | --- | --- |
| 1    | Al-Wehdat        | 12   | 6  | 4 | 0 | 2 | 15 | 9  | +6   | Ronda final   |     |     | 3–1 | 2–1 | 5–0 |
| 2    | Neftchi Farg'ona | 11   | 6  | 3 | 2 | 1 | 11 | 7  | +4   | Ronda final   |     | 2–1 |     | 3–1 | 3–0 |
| 3    | Al-Oruba         | 7    | 6  | 2 | 1 | 3 | 8  | 10 | −2   |               |     | 4–2 | 0–0 |     | 1–0 |
| 4    | Salgaocar        | 4    | 6  | 1 | 1 | 4 | 6  | 14 | −8   |               | 1–2 | 2–2 | 3–1 |     |     |

 Fuente: 

### Grupo E
| Pos. | Equipo    | Pts. | PJ | G | E | P | GF | GC | Dif. | Clasificación |     | SHO | ZAW | SAF | TIL |
| ---- | --------- | ---- | -- | - | - | - | -- | -- | ---- | ------------- | --- | --- | --- | --- | --- |
| 1    | Al-Shorta | 15   | 6  | 5 | 0 | 1 | 14 | 6  | +8   | Ronda final   |     |     | 3–2 | 3–2 | 3–0 |
| 2    | Al-Zawraa | 12   | 6  | 4 | 0 | 2 | 12 | 5  | +7   | Ronda final   |     | 2–1 |     | 1–0 | 5–0 |
| 3    | Safa      | 9    | 6  | 3 | 0 | 3 | 6  | 7  | −1   |               |     | 0–2 | 1–0 |     | 1–0 |
| 4    | Al-Tilal  | 0    | 6  | 0 | 0 | 6 | 1  | 15 | −14  |               | 0–2 | 0–2 | 1–2 |     |     |

 Fuente: 

### Grupo F
| Pos. | Equipo           | Pts. | PJ | G | E | P | GF | GC | Dif. | Clasificación |     | KIT | TER | SNA | TAM |
| ---- | ---------------- | ---- | -- | - | - | - | -- | -- | ---- | ------------- | --- | --- | --- | --- | --- |
| 1    | Kitchee          | 11   | 6  | 3 | 2 | 1 | 9  | 4  | +5   | Ronda final   |     |     | 2–2 | 2–0 | 3–1 |
| 2    | Terengganu       | 10   | 6  | 3 | 1 | 2 | 10 | 8  | +2   | Ronda final   |     | 0–2 |     | 6–2 | 0–2 |
| 3    | Sông Lam Nghệ An | 7    | 6  | 2 | 1 | 3 | 6  | 9  | −3   |               |     | 1–0 | 0–1 |     | 3–0 |
| 4    | Tampines Rovers  | 5    | 6  | 1 | 2 | 3 | 3  | 7  | −4   |               | 0–0 | 0–1 | 0–0 |     |     |

 Fuente: 

### Grupo G
| Pos. | Equipo        | Pts. | PJ | G | E | P | GF | GC | Dif. | Clasificación |     | CHO | HOM | CIT | YAN |
| ---- | ------------- | ---- | -- | - | - | - | -- | -- | ---- | ------------- | --- | --- | --- | --- | --- |
| 1    | Chonburi      | 14   | 6  | 4 | 2 | 0 | 10 | 5  | +5   | Ronda final   |     |     | 1–0 | 2–0 | 1–0 |
| 2    | Home United   | 10   | 6  | 3 | 1 | 2 | 9  | 6  | +3   | Ronda final   |     | 1–2 |     | 3–1 | 3–1 |
| 3    | Citizen       | 7    | 6  | 2 | 1 | 3 | 9  | 12 | −3   |               |     | 3–3 | 1–2 |     | 2–1 |
| 4    | Yangon United | 2    | 6  | 0 | 2 | 4 | 4  | 9  | −5   |               | 1–1 | 0–0 | 1–2 |     |     |

 Fuente: 

### Grupo H
| Pos. | Equipo           | Pts. | PJ | G | E | P | GF | GC | Dif. | Clasificación |     | KEL | ARE | NVB | AYE |
| ---- | ---------------- | ---- | -- | - | - | - | -- | -- | ---- | ------------- | --- | --- | --- | --- | --- |
| 1    | Kelantan         | 13   | 6  | 4 | 1 | 1 | 10 | 5  | +5   | Ronda final   |     |     | 3–0 | 0–0 | 1–0 |
| 2    | Arema            | 7    | 6  | 2 | 1 | 3 | 12 | 12 | 0    | Ronda final   |     | 1–3 |     | 6–2 | 1–1 |
| 3    | Navibank Sài Gòn | 7    | 6  | 2 | 1 | 3 | 10 | 12 | −2   |               |     | 1–2 | 3–1 |     | 4–1 |
| 4    | Ayeyawady United | 7    | 6  | 2 | 1 | 3 | 7  | 10 | −3   |               | 3–1 | 0–3 | 2–0 |     |     |

 Fuente: 
Notas:
1. 1 2 3  Desempate: Clasificación entre Arema, Navibank Sài Gòn y Ayeyawady United por enfrentamientos directos (Arema: 7 pts; Navibank Sài Gòn: 6 pts; Ayeyawady United: 4 pts).

## Ronda final

### Octavos de final
Las series se jugaron a un partido de eliminación directa, donde los ganadores de grupo tenían la ventaja de jugar en casa ante los segundos lugares según el resultado de la fase de grupos.
| Equipo 1   | Resultado    | Equipo 2         |
| ---------- | ------------ | ---------------- |
| Al-Qadsia  | 1–1 (1-3 p.) | Al Kuwait        |
| Al-Ettifaq | 1–0          | Al-Suwaiq        |
| Erbil      | 4–0          | Neftchi Farg'ona |
| Al-Wehdat  | 2–1 (t. s.)  | Kazma            |
| Al-Shorta  | 3–0          | Home United      |
| Chonburi   | 1–0          | Al-Zawra'a       |
| Kitchee    | 0–2          | Arema            |
| Kelantan   | 3–2          | Terengganu       |

### Cuartos de final
Fueron emparejados según el rendimiento obtenido, pero con la diferencia de que se jugaban a partidos de eliminación directa a visita recíproca.
| Equipo 1  | Agr.        | Equipo 2   | Ida | Vuelta |
| --------- | ----------- | ---------- | --- | ------ |
| Al Kuwait | 3–0         | Al-Wehdat  | 0–0 | 3–0    |
| Arema     | 0–4         | Al-Ettifaq | 0–2 | 0–2    |
| Erbil     | 6–2         | Kelantan   | 5–1 | 1–1    |
| Chonburi  | 5–4 (t. s.) | Al-Shorta  | 1–2 | 4–2    |

### Semifinales
| Equipo 1  | Agr. | Equipo 2   | Ida | Vuelta |
| --------- | ---- | ---------- | --- | ------ |
| Al Kuwait | 6–1  | Al-Ettifaq | 4–1 | 2–0    |
| Erbil     | 8–2  | Chonburi   | 4–1 | 4–1    |

### Final
Se decidió mediante un sorteo que la final, la cual se jugaría a un único partido, se llevaría a cabo en Irak.
| 3 de noviembre de 2012 | Erbil | 0–4     | Al Kuwait                                           | Estadio Franso Hariri, Erbil                                   |                                                                |
|                        |       | Reporte | Hammami 3' (pen.), 90' · Rogerinho 42' · Khamis 83' | Asistencia: 30 000 espectadores Árbitro(s): Valentin Kovalenko | Asistencia: 30 000 espectadores Árbitro(s): Valentin Kovalenko |

|                              |
| Bandera de Kuwait            |
| Campeón Al-Kuwait 2.º título |

## Goleadores
Tomados en cuenta desde la fase de grupos.
| Posición | Jugador             | Club            | Goles |
| -------- | ------------------- | --------------- | ----- |
| 1        | Amjad Radhi         | Arbil           | 9     |
| 1        | Raja Rafe           | Al-Shorta       | 9     |
| 3        | Mohammed Ghaddar    | Kelantan        | 8     |
| 3        | Sebastián Tagliabué | Al-Ettifaq      | 8     |
| 3        | Edison Fonseca      | Navibank Saigon | 8     |
| 6        | Rogerinho           | Al Kuwait       | 7     |
| 7        | Mahmoud Shelbaieh   | Al-Wehdat       | 6     |
| 7        | Abdulhadi Khamis    | Al Kuwait       | 6     |
| 9        | Ahmed Hayel         | Al-Faisaly      | 5     |
| 9        | Yousef Nasser       | Kazma           | 5     |
| 9        | Pipob On-Mo         | Chonburi        | 5     |

Fuente: